# ICE kontakt
ICE kontakt (In Case of Emergency, česky v případě ohrožení) je hoax, jímž je uživatel mobilního telefonu nabádán, aby si uložil kontakt na blízkou osobu v definovaném tvaru pro speciální využití. ICE kontakt by mělo být možné použít zejména v situacích, kdy by vlastník telefonu nebyl schopen komunikace a bylo by potřeba o něm zjistit nějaké informace nebo někomu z jeho blízkých nějaké informace sdělit. Též je někdy mylně uváděno, že je dobře využitelný pro policii. Zdravotnickými záchranáři a Policií ČR je však jeho využívání zcela odmítáno.
Základní myšlenka rozšíření hoaxu ICE je, že většina lidí má u sebe trvale mobilní telefon s rozsáhlým adresářem přátel a blízkých osob. Často je ale obtížné a časově náročné zjistit, pod jakým jménem má uložené blízké osoby, zejména jsou-li pro jejich označení použitá vlastní jména nebo přezdívky. Hoax proto nabádá kontakty na blízké osoby prefixovat řetězcem ICE, tedy např. ICE1 matka, ICE2 Jana apod.
Jedná se ovšem o zcela nestandardní a nepoužívaný způsob vyrozumívání blízké osoby, neboť toto je úkolem Policie ČR za pomoci psychologické podpory, případně na žádost hospitalizované osoby vyrozumí příbuzné nemocnice. Je vyloučeno, že by pracovník nemocnice či bezpečnostních složek vyhledával kontakty v mobilním telefonu postiženého.

## Srovnání s obdobnými systémy
Podobným doporučením je uvádět blízké osoby pod snadno nalezitelnými jmény (máma, teta apod.). Protože systém ICE není v současné době příliš rozšířený, je systém s obecnými jmény využívanější. 
Pro zdravotnické údaje je stále optimální prostá kartička v dokladech.

## Nevýhody ICE
- Nápad byl sice vytvořen záchranářem, ale zdravotnickými odborníky v řízení IZS přijat dosud nebyl.[3]
- Kvůli šíření informací o ICE v podobě hoaxu ztrácí systém na důvěryhodnosti.
- Mobilní telefony mají často nastaven zámek obrazovky či klávesnice, což znemožňuje přístup k telefonnímu seznamu.
- V případě vážnějších nehod nemusí být mobilní telefon funkční.
- V případě, že by došlo ke skutečnému použití ICE kontaktu zahraniční záchrannou službou, volaný nemusí rozumět jazyku dané země.

## Formát ICE kontaktu
Nejčastěji doporučovaným formátem je uvedení jednoho kontaktu se jménem ICE a telefonním číslem, popřípadě více kontaktů rozlišených číslem, které jim přiřazuje prioritu volání. Tento formát ale trpí výše uvedenou nevýhodou pro uživatele telefonu. Nově doporučovaným formátem proto je "ICEx označení", kde x je číslo udávající pořadí, ve kterém si uživatel myslí, že by ICE kontakty měly být kontaktovány, a označení je např. "matka", "manželka", "strýc", popřípadě jméno osoby.
Telefonní číslo je pro lepší použitelnost v zahraničí vhodné uvádět včetně mezinárodní předvolby (např. "+420" pro Českou republiku).

## Historie
Nápad tohoto projektu pochází z doby kolem roku 2005. Také kampaň, kterou vedl britský záchranář Bob Brotchie a která se snažila nápad rozšířit mezi lidi, proběhla v květnu 2005. Na nápad se nakrátko pozapomnělo, ale už 7. července vystoupil do popředí během teroristického útoku v Londýně. Krátce po něm proběhl na rozhlasové stanici BBC 4 s Bobem Brotchiem rozhovor, v němž popsal, že v případě, že postižený nemůže vinou zranění komunikovat, bývá jeho mobil jediným nástrojem umožňujícím zjistit o něm důležité zdravotní informace, a kdyby existoval jednotný způsob usnadňující jejich získání, bylo by to pro záchranáře výrazně jednodušší a rychlejší.
Brotchie také apeluje na výrobce mobilních telefonů, aby do adresářů nově vyvíjených přístrojů napevno naprogramovali položku ICE, do které by si uživatel pouze doplnil příslušné telefonní číslo.
Později byla také navržena malá červená nálepka s nápisem ICE umístitelná na mobilní telefon, který má ICE nastaveno tak, aby záchranáři na první pohled zjistili, že v něm toto číslo naleznou.
Kampaň za používání ICE proběhla v Evropě (Anglie), Asii (Izrael) a Austrálii, a v poslední době[kdy?] se začíná rozšiřovat i po severní Americe.

## Karta pro seniory
Obnovením myšlenky se stala takzvaná seniorská obálka, neboli I.C.E. karta Archivováno 29. 2. 2020 na Wayback Machine. popsaná například na stránkách pražské městské části Archivováno 29. 2. 2020 na Wayback Machine.. Hlavní slabinou těchto pokusů zůstává aktualizace údajů. Je nutné přesvědčit seniory, jejich příbuzné a praktické lékaře, že jen aktuální seznam léků má smysl. Tiskopis o velikosti A4 už pravděpodobně nikdy neopraví, počet léků (6 řádek) je pro seniora malý, odborné informace o onemocněních uživatel bez pomoci lékaře nemůže napsat sám. Poslední zpráva z nemocnice či výpis karty praktického lékaře je pro zdravotníky pomocí, karta ICE jen při pravidelném obměňování. Projekt IZIP ztroskotal na tunelování, sdílení dokumentace dosud nefunguje, barevné tiskopisy jsou však zastaralá řešení. 
Online dostupné vyjádření odborníků

## Hoax
Informace o ICE se často více či méně zkreslené šíří v podobě zpráv s charakterem spamu či hoaxu, a to prostřednictvím e-mailů a sociálních sítí, někdy i médií.
Ve zprávě jeho autor obvykle tvrdí, že ICE může významným způsobem pomoci při záchraně života v nouzových situacích.
Mail doporučuje zavést si v adresáři mobilního telefonu jednotnou mezinárodně uznávanou položku se jménem ICE, u které bude číslo na osobu, která má informace o Vašem zdravotním stavu. Mylným předpokladem je, že tyto osoby mohou v případě ohrožení života (například při dopravní nehodě) výrazně pomoci zdravotnické záchranné službě informacemi o zdravotních komplikacích postiženého, lécích, které užívá, různých alergiích, kterými trpí, atd. Tato informace je ale zkreslená, přestože vychází z pravdivého základu.
Zástupci složek integrovaného záchranného systému takové informace naprosto vyvracejí a doporučují užívat fungující formu průkazu či kartičky umístěnou v osobních dokladech. I v případě znovuobnovení projektu IZIP  (nebo obdobné formy elektronicky dostupné zdravotní dokumentace) dojde k zjišťování dalších informací o zdravotním stavu pacienta daleko později. První lékařská pomoc se řídí především okamžitým stavem pacienta.